# Trzebież
Trzebież (Duits: Ziegenort) is een dorp in de Poolse woiwodschap West-Pommeren, gelegen aan het Oderhaf. De plaats telt 2500 inwoners en maakt deel uit van de gemeente Police in de Powiat Policki.
Trzebież heeft een strand en een haven. Er is een groot zeilopleidingscentrum gevestigd.

## Geschiedenis
De eerste vermelding dateert uit 1280, toen de plaats als Zegenhort werd aangeduid. De huidige kerk kwam in 1745 tot stand. 
In 1910 kreeg Ziegenort een spoorverbinding met Stettin, die tot 2002 in gebruik bleef. Sinds 1945 ligt de plaats op Pools grondgebied.

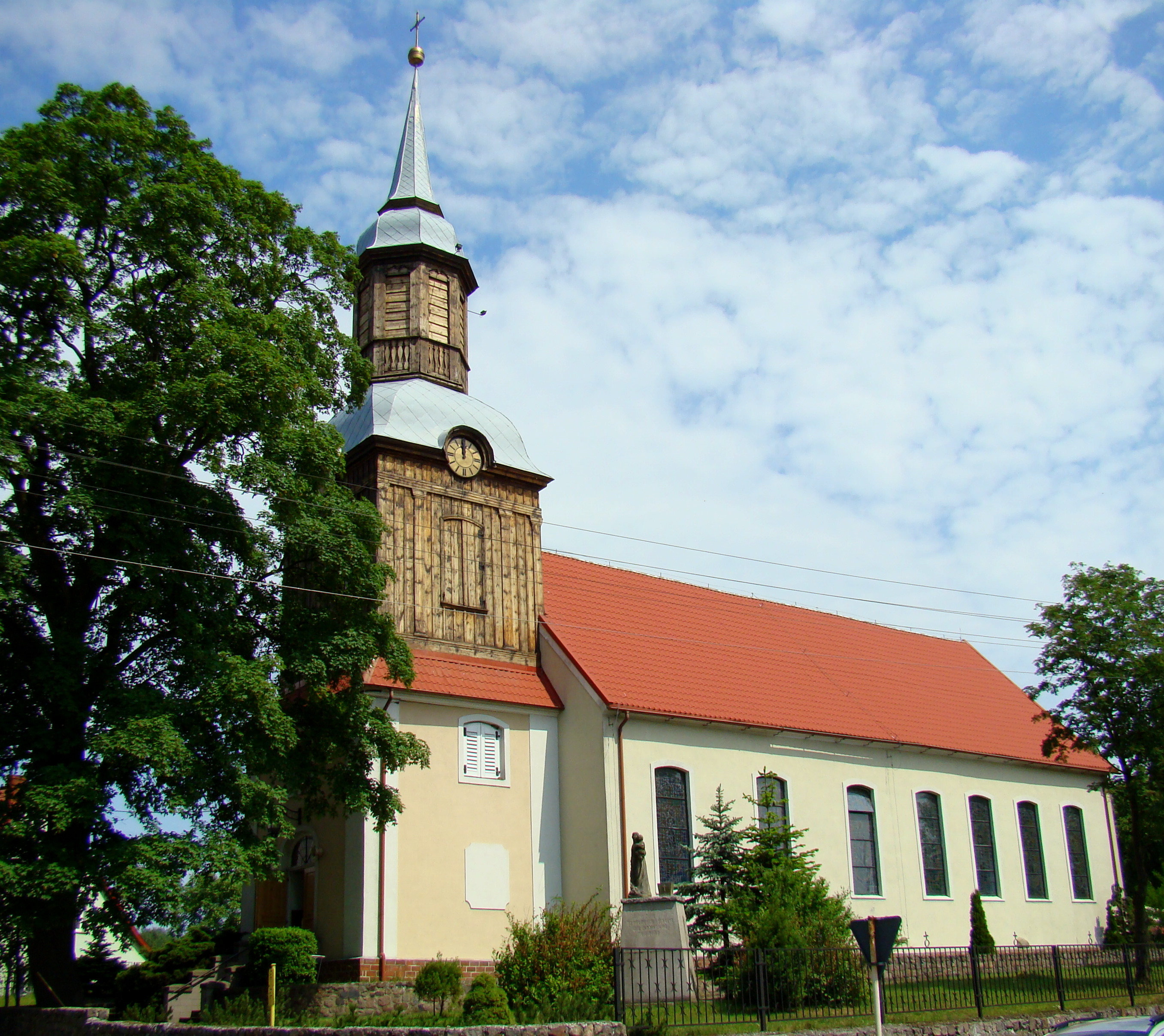
Kerk
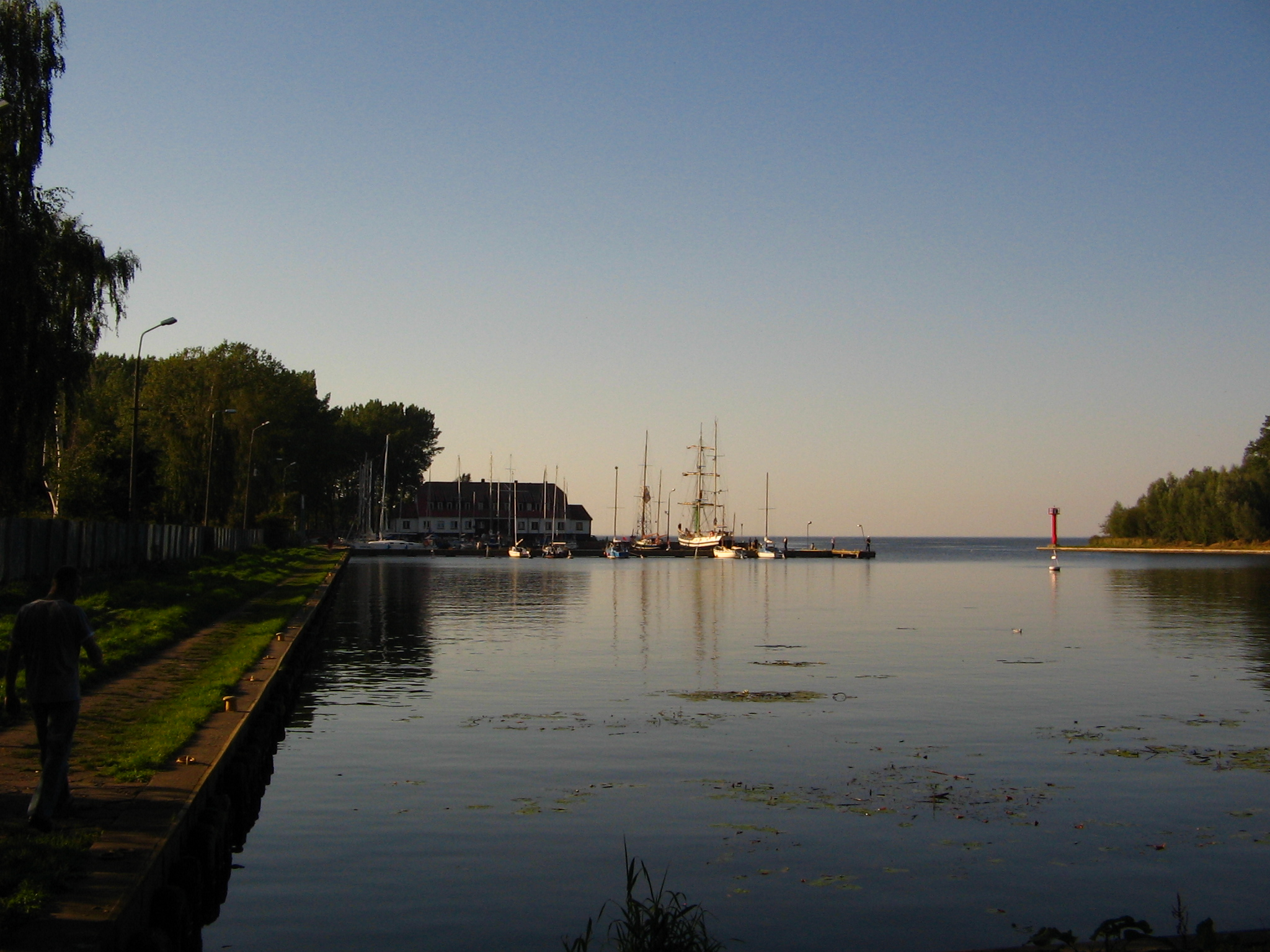
Jachthaven
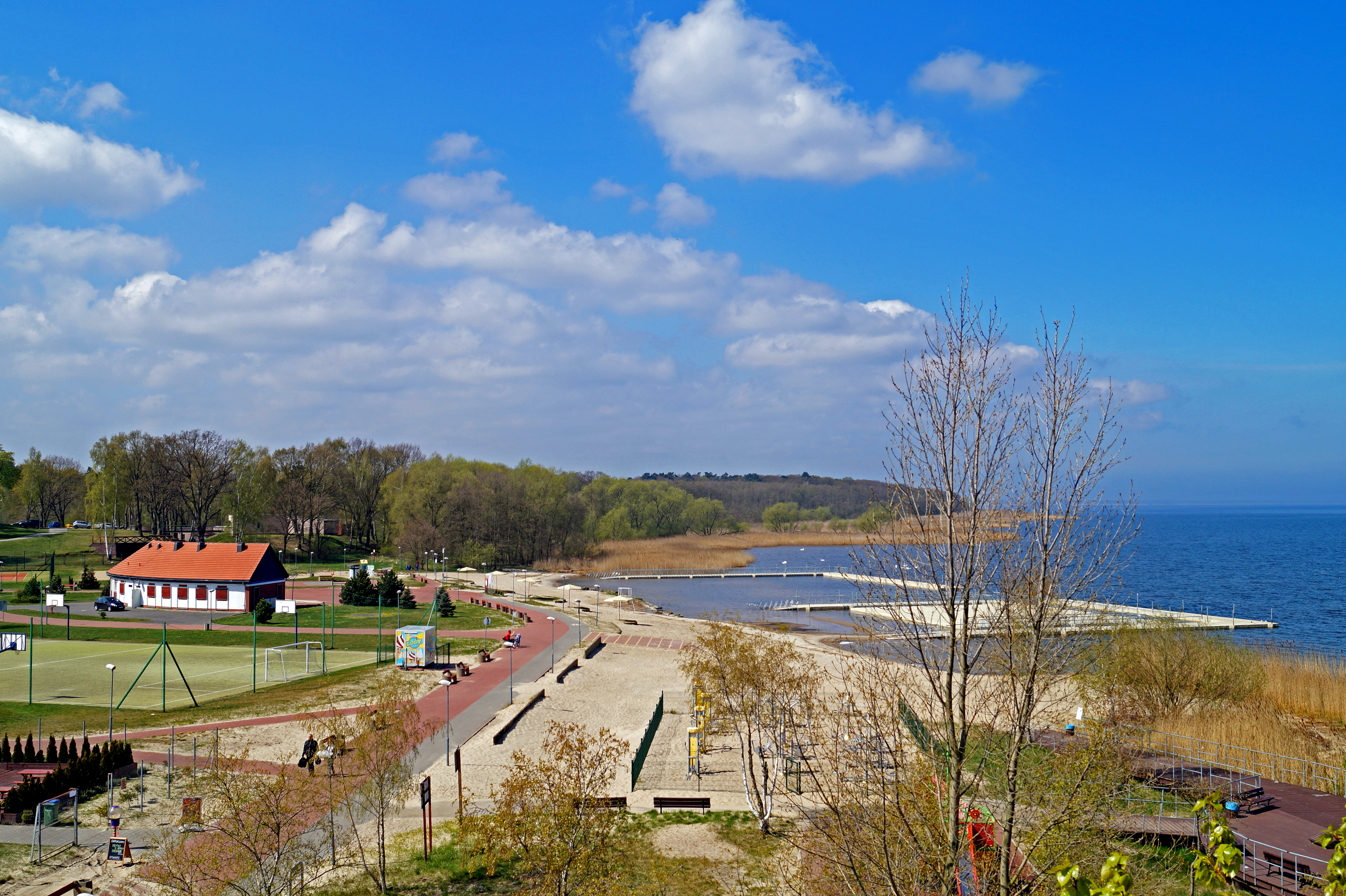
Strand
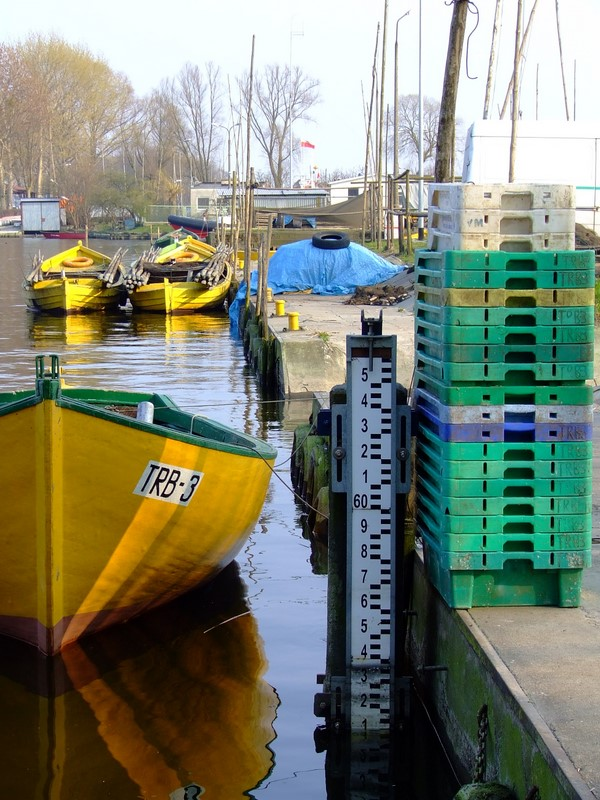
Haven